# Coby Karl
Coby Joseph Karl (nacido el 8 de junio de 1983 en Great Falls, Montana) es un exjugador y actual entrenador de baloncesto estadounidense que disputó dos temporadas en la NBA, desarrollando el resto de su carrera en Europa. Mide 1,96 metros, y jugaba en la posición de Escolta. Es hijo del técnico George Karl.

## Trayectoria deportiva

### Universidad
Jugó durante cuatro temporadas con los Broncos de la Universidad Estatal de Boise. En su tercer año lideró a su equipo en puntos y asistencias, con 17,2 y 4,0 respectivamente, siendo elegido en el segundo mejor quinteto de la Western Athletic Conference. Después de esa tercera temporada estuvo a punto de declararse elegible para el Draft de la NBA, pero finalmente desistió, terminando su carrera.
Durante su estancia en la universidad tuvo que enfrentarse a un carcinoma que le hizo someterse a quimioterapia y ser operado en dos ocasiones.
En el total de su carrera promedió 12,9 puntos y 4 rebotes por partido.

### Profesional

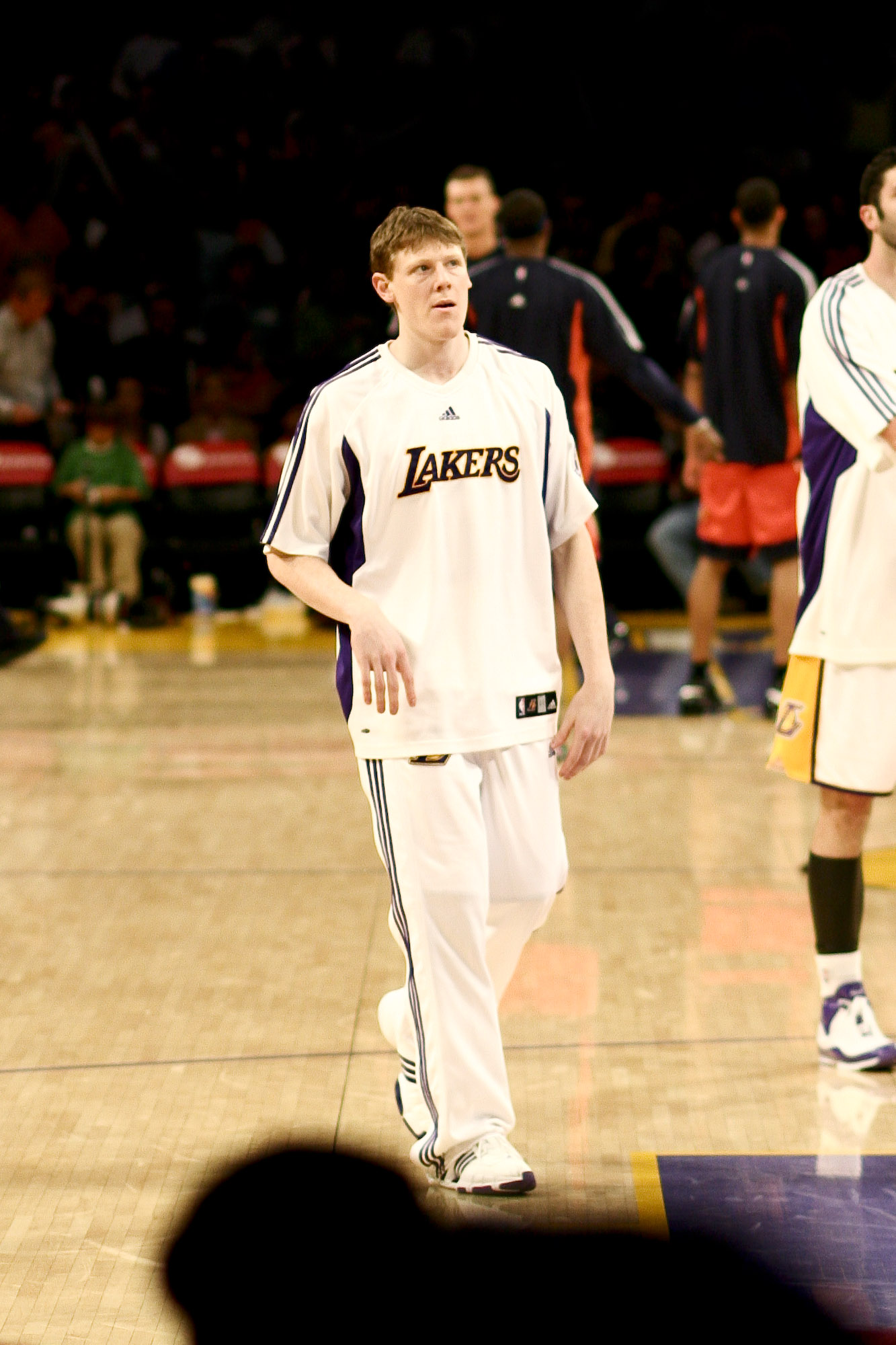
Karl en su etapa como jugador de los Lakers.

No fue elegido en el Draft de la NBA de 2007, pero sin embargo firmó contrato con el equipo de Los Angeles Lakers en julio de ese mismo año. Debutó en partido oficial el 30 de octubre de 2007, jugando apenas 37 segundos contra Houston Rockets, sin anotar ni un solo punto.
El 22 de enero de 2009 se hizo público su fichaje por el DKV Joventut de la liga ACB.
Al inicio de la temporada 2009/10 regresó a la NBA tras firmar un contrato con los Cleveland Cavaliers, equipo con el que solo disputó tres partidos, finalizando la temporada enrolado en las filas del Idaho Stampede de la NBDL donde promedió 19,3 puntos, 6 rebotes y 4.9 asistencias.
A finales de septiembre de 2010 se confirmó su fichaje por el CB Granada de la liga ACB, club al que llegó a menos de una semana del inicio de la competición en sustitución del cortado Reece Gaines.

### Entrenador
[actualizar]

## Estadísticas de su carrera en la NBA

### Temporada regular
| Año     | Equipo       | PJ | PT | MPP  | %TC  | %3P  | %TL  | RPP | APP | ROB | TPP | PPP |
| ------- | ------------ | -- | -- | ---- | ---- | ---- | ---- | --- | --- | --- | --- | --- |
| 2007-08 | L.A. Lakers  | 17 | 0  | 4.2  | .346 | .308 | .800 | .8  | .5  | .2  | .1  | 1.8 |
| 2009-10 | Cleveland    | 3  | 0  | 1.7  | .000 | .000 | .000 | .7  | .0  | .0  | .0  | .0  |
| 2009-10 | Golden State | 4  | 1  | 27.0 | .344 | .182 | .667 | 4.0 | 3.8 | .8  | .2  | 7.0 |
| Total   | Total        | 24 | 1  | 7.6  | .345 | .250 | .750 | 1.3 | 1.0 | .3  | .1  | 2.4 |

### Playoffs
| Año   | Equipo      | PJ | PT | MPP | %TC  | %3P  | %TL  | RPP | APP | ROB | TPP | PPP |
| ----- | ----------- | -- | -- | --- | ---- | ---- | ---- | --- | --- | --- | --- | --- |
| 2008  | L.A. Lakers | 1  | 0  | 2.0 | .000 | .000 | .000 | .0  | 1.0 | .0  | .0  | .0  |
| Total | Total       | 1  | 0  | 2.0 | .000 | .000 | .000 | .0  | 1.0 | .0  | .0  | .0  |